# Kush (chanson)
Pour les articles homonymes, voir Kush.
Singles de Dr. Dre
Hell Breaks Loose
(2009) I Need a Doctor
(2011)
Singles par Snoop Dogg
New Year's Eve
(2010) Wet
(2010)
Singles par Akon
Hold My Hand
(2010) I Just Had Sex
(2011)
Kush est une chanson de Dr. Dre, sortie en single en 2010. Le titre contient des apparitions de Snoop Dogg et Akon. Il a été commercialisé sur iTunes le 18 novembre 2010. Le morceau est produit par DJ Khalil, mixé par Dr. Dre, avec la participation à la production de Daniel « Danny Keyz » Tannenbaum des voix additionnelles de Sly « Pyper » Jordan, Kobe et Blackthoven.

## Clip
Le clip est réalisé par Joseph Kahn. Il a été tourné le 18 novembre 2010 à Downtown Los Angeles. 50 Cent, E-40, Roccett, The Menace et Glasses Malone étaient présents sur le tournage mais n'y apparaissent pas. DJ Khalil, producteur du titre, fait un caméo avec un casque audio Beats By Dr. Dre.
La vidéo est présentée sur YouTube le 10 décembre 2010.

## Remixes
Le 2 décembre 2010, le remix officiel de Kush est publié, avec  The Game, Snoop Dogg et Akon,. Deux remixes existent, avec des couplets différents de The Game. Jay Rock, Slim da Mobster ou encore Gilbere Forte ont enregistré des versions freestyle du morceau,. Il existe aussi des versions sans Akon.
Un remix français, Pavanons-nous fut également réalisé et clippé par le rappeur Ol' Kainry et le chanteur Jango Jack.
De nombreux remix amateurs du morceau circulent sur YouTube, notamment des freestyles comme celui d'A2H ou de La Hyène, ou encore le groupe de rap français Krizent'm (Djak-T).

## Classement
| Classement (2010)                            | Meilleure Position |
| -------------------------------------------- | ------------------ |
| Canada Canadian Hot 100                      | 33                 |
| Suisse (Schweizer Hitparade)                 | 62                 |
| Royaume-Uni (UK Singles Chart)               | 57                 |
| États-Unis (Billboard Hot 100)               | 34                 |
| États-Unis (Billboard Hot R&B/Hip-Hop Songs) | 47                 |
| États-Unis (Billboard Rap Songs)             | 11                 |
| Irlande                                      | 112                |